# Charles Cobb
Charles Cobb   (Plymouth, 17 de setembre de 1875 - Cambridge, 2 de març de 1949) va ser un matemàtic i economista nord-americà.
Va publicar nombrosos treballs sobre les dues matèries, però, és principalment conegut pel desenvolupament de la funció de producció Cobb-Douglas a l'economia. Va treballar en aquest projecte amb l'economista Paul Douglas mentre feia conferències a l'Amherst College de Massachusetts. El 1928, Charles Cobb i Paul Douglas van publicar un estudi en què van modelar el creixement de l'economia nord-americana durant el període 1899-1922. A parer seu, una visió simplificada de l'economia en què la sortida de producció es determina per la quantitat de mà d'obra necessària i la quantitat de capital invertit. Mentre que hi ha molts altres factors que afecten el rendiment econòmic, el seu model va demostrar ser extraordinàriament precís. També va ser autor de diversos llibres i articles en el seu temps, incloent: El desenvolupament asimptòtic per a una determinada funció integral d'ordre zero, publicat el 1913, mentre treballava per aconseguir el seu doctorat en Matemàtiques.